# Arnaud de Puyfontaine
Arnaud de Puyfontaine, né le 26 avril 1964 à Paris, est un entrepreneur français. Il est président du directoire de Vivendi depuis le 24 juin 2014.

## Biographie

### Formation et débuts professionnels
Diplômé d'ESCP Europe (1988), de l'Institut Multimédia (1992) et de la Harvard Business School (2000), Arnaud de Puyfontaine commence sa carrière au Figaro où sa mission va consister à développer les liens du journal avec les Grandes écoles. Il y travaillera trois années tout en continuant ses études.
Après un passage comme consultant chez Arthur Andersen, il se rend en Indonésie effectuer son service national. 
Il retourne au journal Le Figaro en tant qu'éditeur du quotidien et de ses suppléments, sous la houlette de Philippe Villin avec qui il travaille étroitement.

### Carrière
En 1995, il rejoint le groupe Emap. Il dirige d'abord Télé Poche et Studio Magazine. Il gère l'acquisition de Télé Star et de Télé Star jeux. Il crée le pôle Emap Star dont il devient directeur délégué avant d'être nommé en juillet 1998 Directeur Général du groupe Emap France après le départ de Kevin Hand à Londres à la maison mère. La création du pôle Star, devenu très vite un poids lourd de la presse télé, lui ouvre la présidence du groupe avec, en 1999, sa nomination au poste de président-directeur général. Il est également membre du management board d'Emap plc, d'Emap Digital Worldwide (1999-2006) et administrateur d'Emap Metro en Grande-Bretagne. Parallèlement Arnaud de Puyfontaine devient administrateur (1998) et Président (2004-2007) d'Audipresse et de l'Association pour la promotion de la presse magazine (APPM). Il devient également administrateur du Syndicat de la presse magazine et d'information (1998).
En 2006, Emap plc décide de céder sa filiale française. Au terme d'un processus de cession mené par Arnaud de Puyfontaine, Emap France rejoint le giron du groupe Mondadori. À travers cette acquisition, le groupe de media italien s'ouvre le marché français de la presse magazine. Confirmé dans ses fonctions, Arnaud de Puyfontaine est nommé en avril 2007 président de la holding Mondadori France qui, parallèlement à l'activité magazine, a vocation à accueillir de nouvelles activités. Dans cette optique, Arnaud de Puyfontaine est également nommé directeur général des activités numériques pour l'ensemble du groupe Mondadori. 
Il démissionne de ses mandats en août 2008 et devient « senior advisor » auprès de Maurizio Costa, vice-président et administrateur délégué du groupe Arnoldo Mondadori Editore. 
En octobre 2008, Nicolas Sarkozy lance les « États généraux de la presse écrite » et nomme Arnaud de Puyfontaine en qualité de président du pôle « Imprimer, transporter, distribuer, financer : comment régénérer le processus industriel de la presse écrite ? ». Au terme du processus, Arnaud de Puyfontaine se voit confier par le Président de la République une mission de suivi et d'implantation des recommandations adoptées qui ont inspiré en grande partie les récentes mutations du secteur. 
Le 15 mai 2009, il est nommé CEO (chief executive officer) de Hearst UK, la filiale britannique de Hearst Corporation et devient « Monsieur Europe » pour l'un des tout premiers groupes média américains. En 2011 il prend la tête des opérations pour l'acquisition des quelque cent titres publiés par Lagardère dans une quinzaine de pays hors de France. Dans la foulée, il est nommé, en juin 2011, Vice-president exécutif de Hearst Magazine International.
En mai 2012, Arnaud de Puyfontaine rejoint le Conseil d’Administration de Schibsted, principal groupe de média scandinave.
Au 30 juin 2021, il devient membre du conseil d'administration du groupe Lagardère. Il est également président des conseils d'administration d'Editis et de Prisma Media.

### Vivendi
En janvier 2014, Arnaud de Puyfontaine rejoint le groupe Vivendi en tant que directeur général des activités médias et contenus. Le 24 juin 2014, il est nommé président du directoire de Vivendi. Le 27 avril 2016, il rejoint le conseil d'administration de Telecom Italia en qualité de Vice-président. Après avoir été président exécutif de l'entreprise de juin 2017 à avril 2018, il est aujourd'hui membre du conseil d'administration.

## Vie personnelle
Arnaud de Puyfontaine est membre du Siècle et, précédemment, président de ESCP Europe Alumni.
Arnaud de Puyfontaine est chevalier de l'Ordre de la Légion d'honneur, de l'Ordre national du Mérite et de l’ordre des Arts et des Lettres. Il a également reçu les insignes de OBE (Officer of the Order of the British Empire).
Son grand-père maternel, André-Marie Gerard, fut rédacteur en chef de L'Aurore de 1957 à 1960. Il prit ensuite la direction des journaux télévisés de la RTF avant de devenir inspecteur général de l'ORTF.
De 2015 à 2018, il est président de la French-American Foundation, organisation dont il est aujourd'hui président d'honneur.
La famille Conte-Roy de Puyfontaine, originaire du Doubs, descend (par adoption) de Charles Roy de Puyfontaine, ministre plénipotentiaire au XIXe siècle, et est apparentée au romancier et réalisateur Jean Epstein.

## Décorations

### Françaises
- Chevalier de la Légion d'honneur (depuis le 14 juillet 2015[13])
- Officier de l'ordre des Arts et des Lettres

### Étrangères
- Officier de l'ordre de l'Empire britannique
- Commandeur de l'ordre du Mérite de la République italienne‎ (2022)[14]
- Chevalier de l'ordre de Saint-Grégoire-le-Grand (28 juin 2022)[15]

## Source
- « Arnaud de Puyfontaine : la passion de la découverte », Céline Edwards-Vuillet, La Tribune de la vente, avril 1999, n° 279, p. 36-37